# S154
De S154 is een stadsroute in de gemeente Zaanstad, provincie Noord-Holland. De weg begint op de A8 waar deze overgaat op de N8 en de N246. De stadsroute eindigt in Assendelft. Onderweg kruist de weg de Nauernasche Vaart. De S154 is ongeveer twee kilometer lang.
Ten noorden van de S154 ligt de wijk Saendelft en ten zuiden buurtschap Noordeinde.
 ·  ·  ·  ·  · 